# سيباستيان فايسه
سيباستيان فايسه (بالألمانية: Sebastian Wiese)‏ هو سباح ألماني، ولد في 12 يناير 1972 في درسدن في ألمانيا.

## وصلات خارجية
- سيباستيان فايسه على موقع الاتحاد الدولي للسباحة (الإنجليزية)
- سيباستيان فايسه على موقع SwimRankings.net (الإنجليزية)
- سيباستيان فايسه على موقع اللجنة الأولمبية الدولية (الإنجليزية)
- سيباستيان فايسه على موقع أوليمبيديا (الإنجليزية)